# Snooker Shoot-Out 2012
Das PartyPoker.com Snooker Shoot-Out 2012 war ein Snooker-Einladungsturnier der Saison 2011/12. Das Turnier, das zum insgesamt dritten Mal ausgetragen wurde und zum zweiten Mal unter dem Namen Snooker Shoot-Out lief, wurde vom 27. bis zum 29. Januar 2012 im Tower Circus der englischen Stadt Blackpool ausgetragen wurde. Nachdem der Titelverteidiger Nigel Bond bereits in der ersten Runde ausgeschieden war, gewann Barry Hawkins durch einen 61:23-Finalsieg nach Punkten gegen Graeme Dott zum ersten Mal das Turnier. Das höchste Break des Turnieres spielte mit einem 135er-Break Martin Gould.

## Preisgeld
Obwohl das Turnier mit PartyPoker.com einen neuen Sponsor hatte, blieb das Preisgeld relativ konstant und stieg lediglich um 500 Pfund Sterling auf 130.000 £ an, wovon knapp ein Viertel auf den Sieger entfiel.
|                 | Preisgeld |
| --------------- | --------- |
| Sieger          | 32.000 £  |
| Finalist        | 16.000 £  |
| Halbfinalist    | 8.000 £   |
| Viertelfinalist | 4.000 £   |
| Achtelfinalist  | 2.000 £   |
| Letzte 32       | 1.000 £   |
| Letzte 64       | 500 £     |
| Höchstes Break  | 2.000 £   |
| Insgesamt       | 130.000 £ |

## Turnierverlauf
Alle Spieler traten bereits ab der ersten Runde im K.-o.-System gegeneinander an, wobei gemäß den Sonderregeln des Turnieres pro Partie jeweils nur ein Frame sowie mit zahlreichen weiteren Eigenheiten wie der Shot clock gespielt wurde. Des Weiteren wurden die Spiele der folgenden Runde jeweils neu ausgelost. Die Runde der letzten 64 wurde als einzige innerhalb zweier Sessions gespielt, die Runde der letzten 32 und das Achtelfinale wiederum in jeweils einer Session. Zum Abschluss wurden Viertelfinale, Halbfinale und das Endspiel innerhalb einer Session gespielt, die das Turnier abschloss.

### Runde der letzten 64
| - Freitag, 27. Januar, 18:00 - Robert Milkins 30:15 Nigel Bond - Mark Williams 72:0 Steve Davis - Stephen Maguire 43:20 Anthony McGill - Graeme Dott 62:38 Alan McManus - Stuart Bingham 77:22 Liu Song - John Higgins 62:16 Judd Trump - Gerard Greene 36:27 Jamie Burnett - Ken Doherty 58:6 Michael Holt - Ali Carter 22:60 Matthew Stevens - Tom Ford 50:44 Jimmy Robertson - Mark Selby 104:1 Joe Perry - Mark Allen 46:19 Rory McLeod - Martin Gould 62:46 Peter Ebdon - Anthony Hamilton 71:14 Jimmy White - Mark Davis 78:16 Mark Joyce - Stephen Lee 60:37 Peter Lines | - Samstag, 28. Januar, 12:00 - Tony Drago 97:0 Andy Hicks - Ding Junhui 27:53 Barry Hawkins - Ben Woollaston 45:52 Alfie Burden - Ricky Walden 122:3 Liu Chuang - Andrew Higginson 9:74 Liang Wenbo - Shaun Murphy 3:39 Fergal O’Brien - Marcus Campbell 60:13 Xiao Guodong - Jamie Cope 22:81 Ian McCulloch - Mark King 31:39 Dominic Dale - Marco Fu 21:24 Barry Pinches - Dave Harold 64:1 James Wattana - Matthew Selt 66:0 Rod Lawler - Mike Dunn 50:37 Michael White - Stephen Hendry 79:29 Jack Lisowski - Jamie Jones 56:24 Adrian Gunnell - Ryan Day 73:23 Joe Swail |

### Runde der letzten 32
| - Samstag, 28. Januar, 18:00 - Robert Milkins 64:6 Mike Dunn - Ryan Day 81:0 Ian McCulloch - Dominic Dale 31:22 Mark Selby - Marcus Campbell 27:56 Martin Gould - Fergal O’Brien 0:90 Barry Hawkins - Graeme Dott 85:0 Ken Doherty - Stephen Maguire 58:1 Alfie Burden - Mark Davis 79:1 Anthony Hamilton | - Samstag, 28. Januar, 18:00 - Dave Harold 51:32 Tony Drago - Stuart Bingham 8:78 Jamie Jones - Mark Williams 28:50 Barry Pinches - Ricky Walden 6:121 Stephen Lee - Gerard Greene 69:30 Stephen Hendry - Tom Ford 63:39 Matthew Selt - Liang Wenbo 54:0 Matthew Stevens - John Higgins 34:67 Mark Allen |

### Achtelfinale
| - Sonntag, 29. Januar, 14:00 - Ryan Day 23:39 Dave Harold - Robert Milkins 7:110 Graeme Dott - Stephen Maguire 1:87 Barry Hawkins - Dominic Dale 49:33 Stephen Lee | - Sonntag, 29. Januar, 14:00 - Martin Gould 135:0 Jamie Jones - Tom Ford 42:0 Gerard Greene - Liang Wenbo 41:43 Barry Pinches - Mark Davis 34:6 Mark Allen |

### Viertelfinale
| - Sonntag, 29. Januar, 19:00 - Dominic Dale 0:95 Graeme Dott - Mark Davis 12:77 Barry Hawkins | - Sonntag, 29. Januar, 19:00 - Martin Gould 17:45 Dave Harold - Barry Pinches 1:82 Tom Ford |

### Halbfinale
- Sonntag, 29. Januar, 19:00[8]
  -  Barry Hawkins 56:30  Dave Harold
  -  Tom Ford 38:56  Graeme Dott

### Finale
- Sonntag, 29. Januar, 19:00[8]
  -  Barry Hawkins 61:23  Graeme Dott

## Century Breaks
Während des Turnieres spielten zwei Spieler jeweils ein Century Break.
- Martin Gould 135
- Stephen Lee: 121